# Theo Pont
Theo Pont (Raalte, 30 december 1946) is een Nederlandse acteur.

## Biografie
Pont studeerde aan de Toneelacademie Maastricht. In de jaren zeventig speelde hij rollen in de tv-producties Dynastie der kleine luyden (1974), Waaldrecht (1974) en Klaverweide (1975). Ook speelde hij onder meer in de films Alicia (1974), Dokter Pulder zaait papavers (1975), Rooie Sien (1975), Heb medelij, Jet! (1975) en Zwaarmoedige verhalen voor bij de centrale verwarming (1975). Van 1983 tot 1994 was Pont verbonden aan het Amsterdamse theatergezelschap Art&Pro. Daarnaast bleef hij in films spelen, zoals In de schaduw van de overwinning (1986) en Han de Wit (1990). Hij was verder te zien in televisieseries als Baantjer (1997 & 2002), Wij Alexander (1998), In naam der Koningin, Unit 13, Fort Alpha, Pleidooi, Combat, Grijpstra & de Gier, Oud Geld, Ben zo terug, Bergen Binnen en Spoorloos verdwenen. Ook had hij in 1988 de rol van Peter van den Eerenbeemdt in het televisiespel De bruine jurk.In 1988 vertolkte Pont de hoofdrol van rechter Diederik Prijs in de film De tong van de wet.
In 2004 speelt hij een rol als beheerder van de schaatsbaan in de clip van Ik kan het niet alleen van Marco Borsato op het album Zien.
In 2010 heeft hij een gastrol in de Poolse televisieserie Na dobre i na złe (voor het goede en het slechte). Hij speelt daarin de neef van de Nederlandse arts Ruud van der Graaf.